# Torrechiva
Torrechiva ist eine Gemeinde (Municipio) mit 127 Einwohnern (Stand: 2024) in der Provinz Castellón in der spanischen autonomomen Region Valencia. 

## Geographie
Torrechiva liegt etwa 40 Kilometer westnordwestlich der Provinzhauptstadt Castellón de la Plana und etwa 61 Kilometer nördlich von Valencia im Bezirk Alto Mijares in einer Höhe von ca. 340 m am Río Mijares. 

## Sehenswürdigkeiten

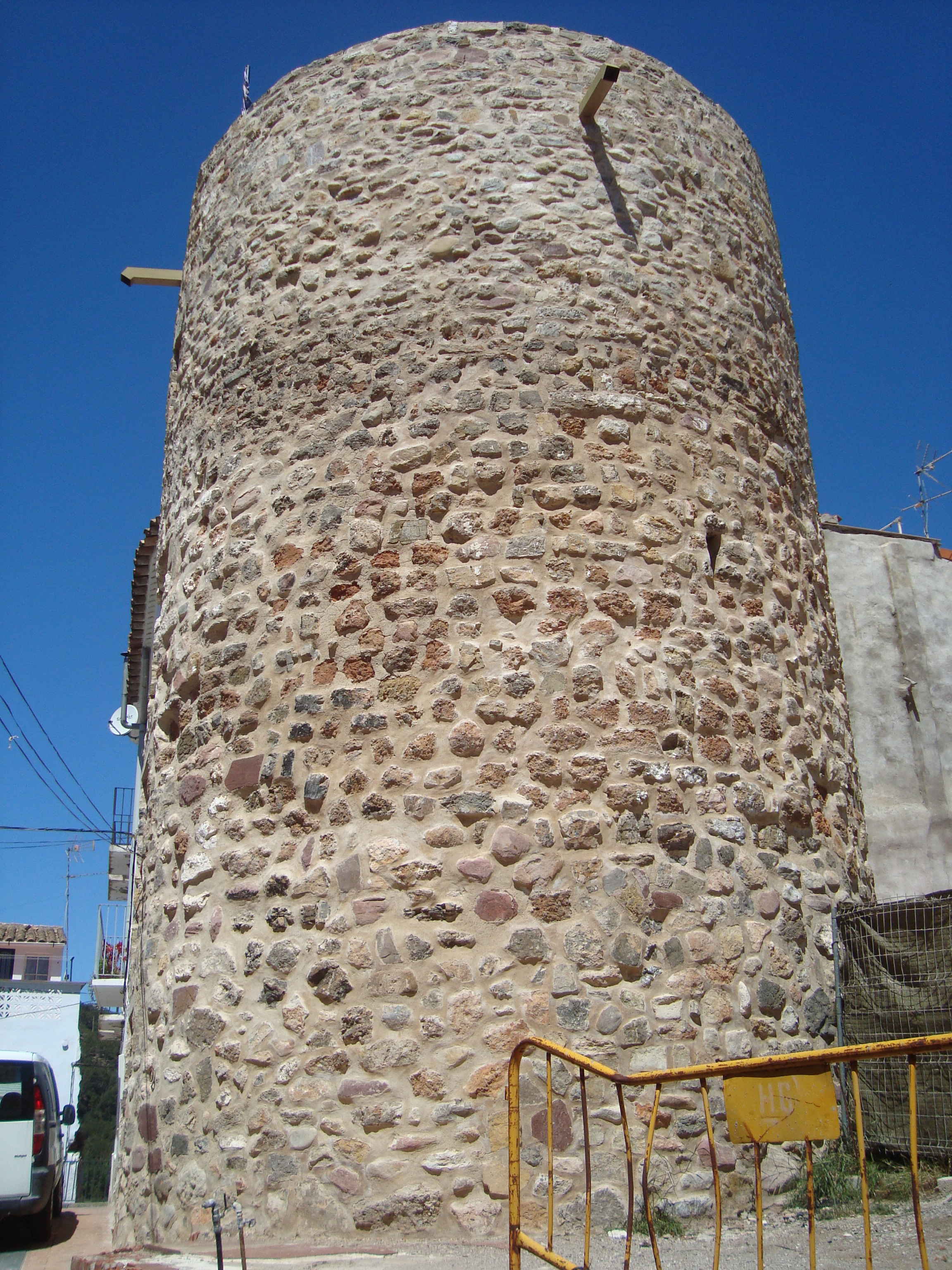
Turm von Torrechiva
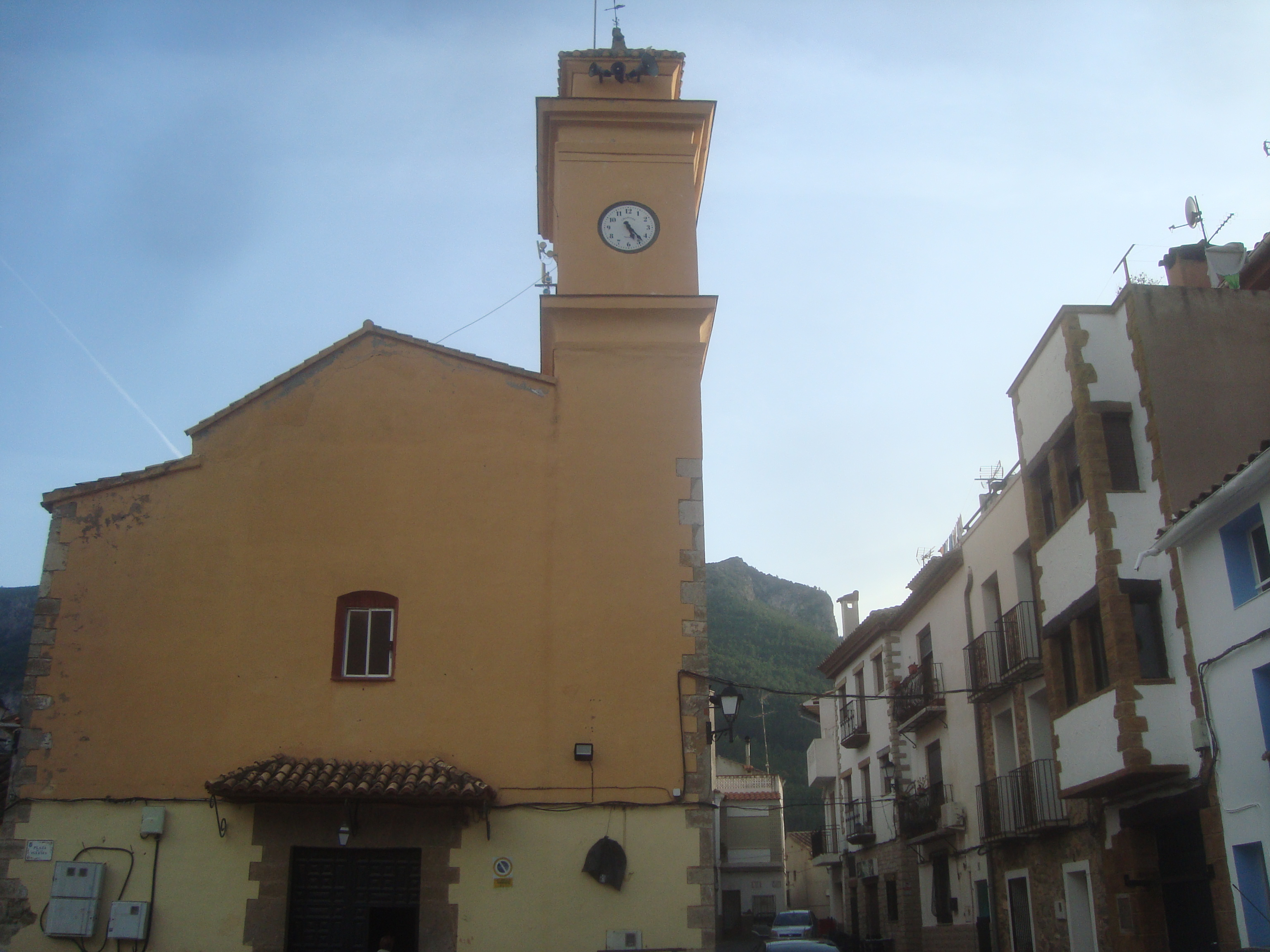
Rochuskirche
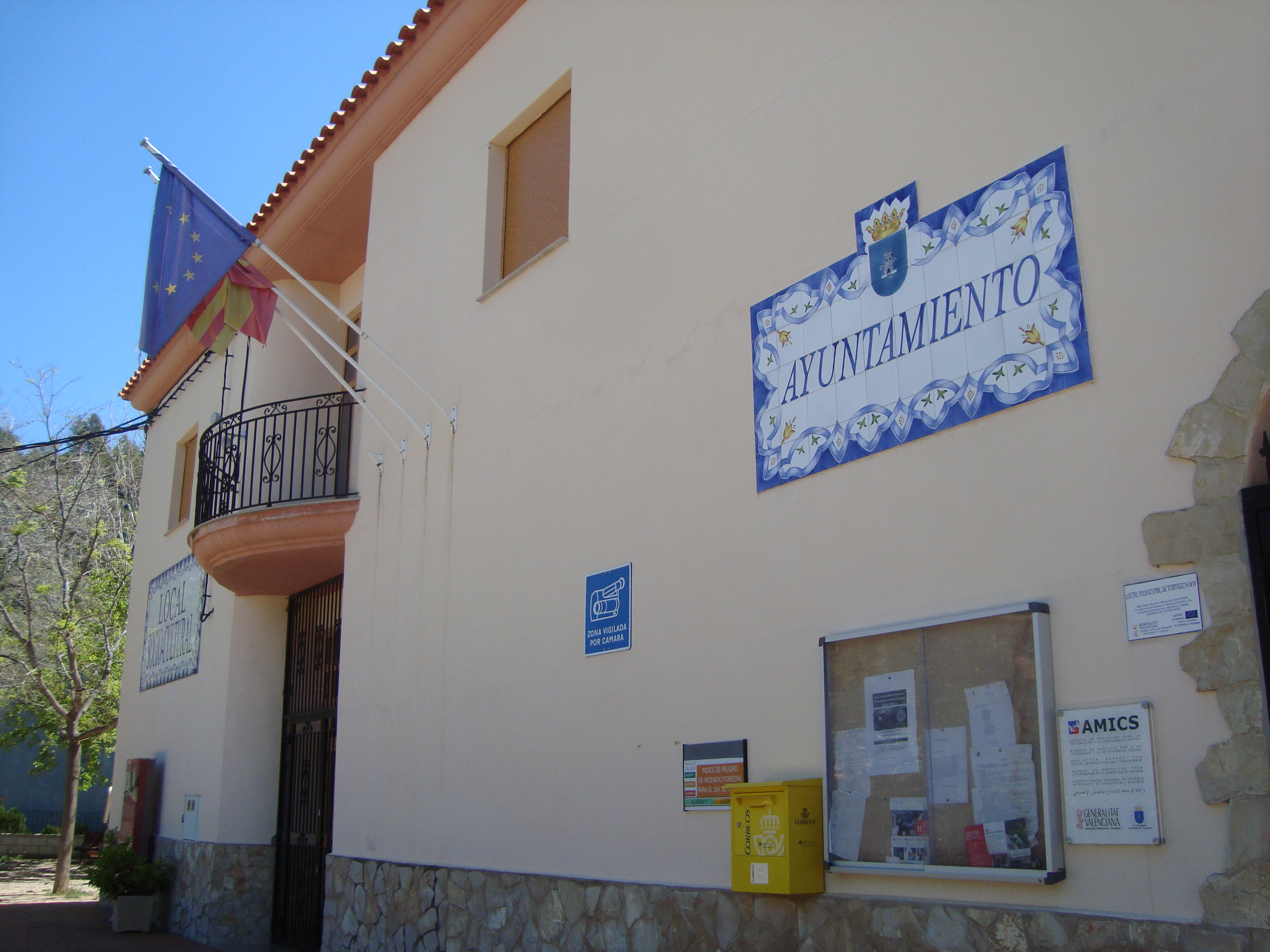
Rathaus

- Turm von Torrechiva
- Rochuskirche
- Rathaus